# Marta Brunet
Marta Brunet Cáraves (Chillán, Regió del Bío-Bío, Xile, 9 d'agost de 1897 - Montevideo, Uruguai, 27 d'octubre de 1967) fou una escriptora xilena.

## Biografia
Marta Brunet va ser l'única filla del xilè Ambrosio Brunet Molina i de María Presentación Cáraves de Cossio. El seu pare era fill d'un manresà que va emigrar a Xile a mitjans del segle xix i la mare era gallega. Brunet va passar els primers anys de vida al fundo Pailahueque de la comuna d'Ercilla, prop de Victoria, en la província de Malleco del sud de Xile.
Mai no va anar a l'escola; la seva era una família benestant i va ser educada a casa, amb professors i institutrius particulars. Als catorze anys va viatjar a Europa i s'hi va estar fins al començament de la Primera Guerra Mundial, que va tornar a Xile.

## Escriptora
En 1923 va publicar la seva primera novel·la, Montaña adentro. En 1924 va morir el seu pare, i potser per aquesta raó, a més del trastorn mental de la seva mare, es va desvincular de la literatura, i es va dedicar a publicar receptes de cuina.
En 1928 va viatjar a Santiago de Xile per després inscriure's a l'Escola Novel·lista «Criollista». L'any 1929, el seu conte Tierra bravía va rebre el primer premi del concurs de contes organitzat per El Mercurio. Va publicar els seus primers contes en diaris de la ciutat i en 1933 va rebre el Premi de Novel·la de la Societat d'Escriptors de Xile. Un dels mitjans en què va col·laborar va ser la revista Familia, que ella mateixa va dirigir de 1937 a 1939; hi publicava articles sobre decoració, costums de la burgesia i receptes de cuina. També va col·laborar en els diaris El Sur i La Hora i en les revistes Repertorio Americano i Atenea. I ha estat considerada precursora del periodisme literari. En alguns casos va signar amb el pseudònim Isabel de Santillana, que representava una dona de classe mitjana mig «senyora» clàssica, mig dona moderna. En 1939 va ser nomenada cònsol honorària de La Plata (Argentina) pel president Pedro Aguirre Cerda.
En 1943 se li va atorgar el Premi Atenea de la Universitat de Concepció per la seva obra Aguas abajo, un conte que descriu la història d'una relació tempestuosa entre mare i filla, quan la filla passa a ocupar el paper de la mare amb relació a la figura masculina, el marit de la mare i padrastre de la filla. També en 1943, el president Juan Antonio Ríos la va designar cònsol de professió adscrita al consolat general de Xile a Buenos Aires, càrrec que va ocupar fins a 1952. L'any 1953 va anar a viure a Santiago, on va fer classes a la Universitat de Santiago. En 1961 va ser guardonada amb el Premi Nacional de Literatura xilè. Va ser la segona dona a obtenir el guardó després de Gabriela Mistral.
El 7 de juny de 1962 va ser declarada filla il·lustre de Chillán. El 1962 va ser nomenada agregada cultural de l'Ambaixada de Xile al Brasil. L'any següent va ser nomenada agregada cultural de l'Ambaixada de Xile a Uruguai, país en què va ser elegida membre de l'Acadèmia Nacional de Lletres de l'Uruguai.
Va morir sobtadament a Montevideo (Uruguai) el 27 d'octubre de 1967, sense descendents. La causa de la mort va ser un vessament cerebral. En el seu testament va instituir com a hereva universal dels seus béns la Universitat de Xile.

## Obres

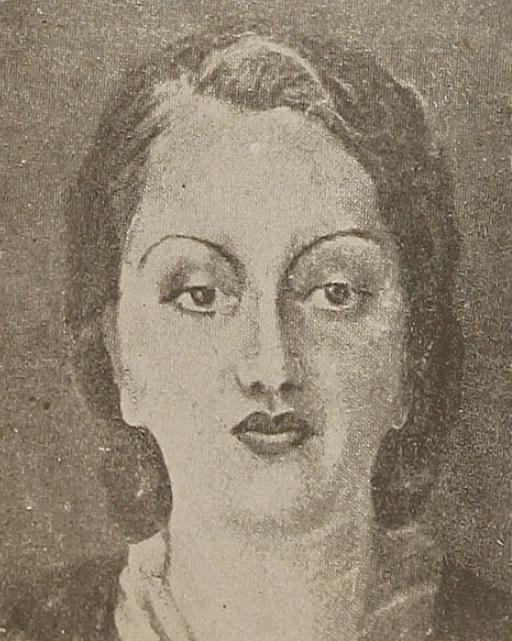
Retrat de Marta Brunet (1943).

Els drets d'autoria de l'obra de Marta Brunet van ser donats per l'autora, en el seu testament de 1964, a la Universitat de Xile, institució responsable de difondre i democratitzar el seu llegat literari i patrimonial.

### Contes
- Aguas abajo
- Raíz del sueño
- Reloj de sol
- Solita sola
- Aleluyas para los más chiquititos
- Cuentos para Marisol
- Las historias de mamá Tolita
- Otros cuentos

### Novel·les
- 1923 Montaña adentro
- 1926 Bestia dañina
- 1927 María Rosa, flor del Quillén
- 1929 Bienvenido
- 1930 Reloj de sol
- 1938 Cuentos para Mari-Sol
- 1943 Aguas abajo
- 1946 Humo hacia el sur
- 1946 La mampara
- 1949 Raíz del sueño
- 1957 María Nadie
- 1962 Amasijo
- 1963 Obras completas
- 1967 Soledad de la sangre (Arca, Montevideo)

### Poesia
- 1921-1922 Recull de poemes que potser autora va considerar obres menors i van quedar inèdits fins al 1982, en què es van publicar a la Revista Chilena de Literatura.[2]
- 1957 Tres romances y dos cantares, publicats en uns quaderns editats per Andrés Sabella a Antofagasta.[2]
- 1960 Aleluyas para los más chiquititos. Comprèn vuit contes en vers per a la mainada protagonitzats per animals.[2]